# Rheum subacaule
Rheum subacaule är en slideväxtart som beskrevs av G. Samuelsson. Rheum subacaule ingår i släktet rabarbersläktet, och familjen slideväxter. Inga underarter finns listade i Catalogue of Life.